# Vinařice (Kladnói járás)
Vinařice település Csehországban, a Kladnói járásban. Vinařice Třebichovice, Pchery, Kladno és Libušín településekkel határos. Lakosainak száma 2117 fő (2024. január 1.).

## Népesség
A település lakosságának változását az alábbi diagram mutatja:
| Lakosok száma | 255  | 854  | 2052 | 2308 | 1947 | 1704 | 2065 | 2104 | 2078 | 2117 |
|               | 1869 | 1890 | 1921 | 1950 | 1980 | 2001 | 2017 | 2019 | 2022 | 2024 |